# Ceratinopsis gosibia
Ceratinopsis gosibia är en spindelart som beskrevs av Chamberlin 1948. Ceratinopsis gosibia ingår i släktet Ceratinopsis och familjen täckvävarspindlar. Inga underarter finns listade i Catalogue of Life.